# 1992年夏季残疾人奥林匹克运动会西班牙代表团
1992年夏季残疾人奥林匹克运动会西班牙代表团是西班牙派出的1992年夏季残疾人奥林匹克运动会代表团。获得34枚金牌、31枚银牌和42枚铜牌。